# Petter Norberg
Petter Norberg, Nordberg, född 1681, död 1 december 1745  i Stockholm, var svensk bildhuggare.
Han var gift med Anna Maria Hedvig Ljung  som senare gifte om sig med bildhuggaren Carl Magnus Norberg. Han blev borgare i Stockholm 1715 och utförde bildhuggeriarbeten i flera av Stockholms kyrkor. Han skapade de formar med festonger och lövverk som användes till det Stenbockska epitafiet i Stockholms Storkyrka, under 1726 var han verksam med bildhuggeriarbeten i Klara kyrka och under 1734 arbetade han med den rikt skulpterade och förgyllda ramen till Lorens Gottmans altartavla i Katarina kyrka som invigdes 1735. Under åren 1746-1746 arbetade han med den av Carl Hårleman utformade orgelfasaden för Sankt Jacobs kyrka. I Hedvig Eleonora kyrka utförde han efter Göran Adelcrantz ritningar en orgelfasad med basunbärande änglar samt skulpturerna på altaret och altaruppsatsen med två änglafigurer. 